# Жорже Карлос Фонсека
Жорже Карлос де Алмеида Фонсека (порт. Jorge Carlos de Almeida Fonseca; Минело, 20. октобар 1950) је правник, универзитетски професор, политичар и председник Зеленортских Острва од 2011. године.

## Биографија
Рођен је 1950. године. Основну и средњу школу завршио је у родном крају, а студиј права у Лисабону, Португалија.
Након стицања независности Зеленортских Острва од Португалије, био је генерални директор за емиграцију на Зеленортским Острвима од 1975. године до 1977. године и генерални секретар министарства спољних послова од 1977. године до 1979. године.
Од 1982. године до 1990. године је радио као асистент и предавач на Правном факултету Универзитета у Лисабону.
Од 1991. године до 1993. године био је минситар спољних послова у првој влади Друге републике. Учествовао је на председничким изборима 2001. године, али није добио велик број гласова. Поновно је учествовао на изборима у августу 2011. године као кандидат Покрета за демократију.
У првом је кругу освојио 38% гласова, а у другом је освојио већину гласова, победивши кандидата Афричке партије за независност Зеленортских Острва.
Положио је заклетву 9. септембра 2011. године поставши тако четврти председник државе.
Аутор је неколико стручних књига и две збирке поезије, те је објавио преко 50 научних и стручних радова на пољу права. Оснивач је, сарадник и уредник неколико часописа, те добитник неколико државних награда и признања.